# Björke-Boot

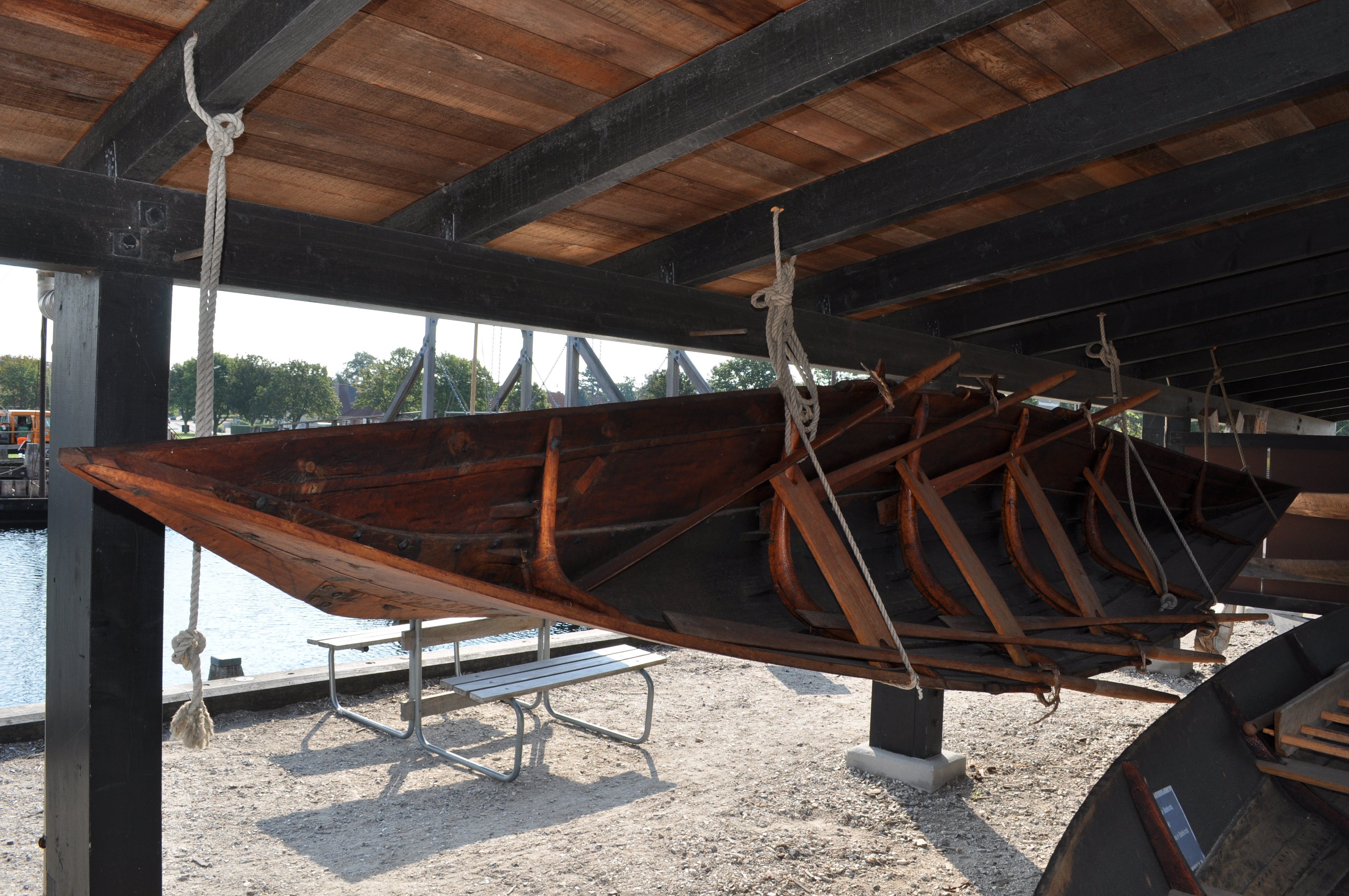
Replik auf Basis des Hillebåten

Modell des Björke-Bootes

Das Björke-Boot (auch Gävle- oder Hille-Boot genannt) ist ein 1947 gemachter Fund aus einem verlandeten See bei Hille, in der Provinz Gästrikland, an der schwedischen Ostküste. Es wird in die germanische Eisenzeit (320 n. Chr.) datiert. Aus dieser Zeit sind vergleichbare Boote vom Gräberfeld von Slusegård auf Bornholm bekannt.
Entwicklungsgeschichtlich ist es eine partielle Verbesserung gegenüber dem Hjortspringboot. Es steht als so genanntes Setzbordboot am Anfang des Plankenbootsbaus (Klinkerkonstruktion) und des Gebrauchs von Eisennieten.
Das nur noch in Resten vorhandene, einst über sieben Meter lange und etwa 1,25 m breite Lindenholzboot stammt aus der Einbaumtradition und hat nur je eine Kiefernholzplanke. Sechs Spanten aus natürlich gekrümmter Fichte sind mit Weidenruten an, aus dem Vollen gearbeiteten Klampen befestigt und geben dem Boot seine Form. In der Mitte des absichtlich versenkten Bootes, das wie andere Schiffsfunde ein Opfer darstellt, wurde eine große Steinkugel gefunden.
Geschnürte Rümpfe sind auch von den Britischen Inseln und aus dem Mittelmeerraum bekannt; jedoch wurden dort keine überlappenden Planken verwendet, so dass man diese Konstruktionsweise als nordische Entwicklung ansehen kann.
Das Boot befindet sich heute im Länsmuseum von Gävle, zu dessen Gemeinde Björke gehört.